# Umon Fukuyama
Umon Fukuyama (jap. 福山 右門 Fukuyama Umon) – japoński anatom, profesor Szkoły Medycznej Prefektury Fukuyama i Wydziału Anatomii Szkoły Medycznej Uniwersytetu Chiba. Był uczniem Gennosuke Fuse.

## Prace
- (razem z Katsuhiro Inoue) 重複下大静脈の一例 [A Case of the Double Inferior Vena cava]. Chiba Medical Journal 51, 5, 289-291 (1975)
- (razem z Yukio Yoshidą) 右鎖骨下動脈の起始異常と右反回神経相当枝の線維分析 [A Case of an Anomalous Origin of the Right Subclavian Artery and Analysis of the Right Recurrent Nerve Fibers]. Chiba Medical Journal 51, 4, 195-199 (1975)